# Pucciniostele ampelopsidis
Pucciniostele ampelopsidis är en svampart som beskrevs av Sawada 1942. Pucciniostele ampelopsidis ingår i släktet Pucciniostele och familjen Phakopsoraceae.   Inga underarter finns listade i Catalogue of Life.